# Casa în care a locuit scriitorul Grigore Adam
Casa în care a locuit scriitorul Grigore Adam în anii 1930 este un monument istoric de însemnătate națională din orașul Chișinău. A fost construită probabil în anii 1920-1930.

## Istoric
Clădirea actuală este rezultatul extinderii unei case mici, amplasată de-a lungul str. Alexei Mateevici. A fost construită probabil în anii 1920-1930, iar extinderea a avut loc în perioada postbelică printr-o porțiune nouă, care a completat golul de la colțul cartierului, atribuindu-i un aspect specific arhitecturii populare, cu un acoperiș înalt, în patru pante. La fațada veche, care avea trei axe, s-a păstrat rezalitul central, posibil al intrării direct din stradă (între timp astupată și înlocuită cu o fereastră). De la decorația plastică inițială au rămas unele detalii care dezvăluie influența stilului modern românesc, de exemplu ancadramentele plinte la ferestrele vecine rezalitului.

## Descriere
Este amplasată la intersecția dintre străzile Alexei Mateevici și Tighina. Pe peretele dinspre strada Tighina este instalată o placă comemorativă cu inscripție în moldovenească chirilică și rusă: «Aич а трэит скрииторул Г.К. Адам. Здесь жил писатель Г.К. Адам» („Aici a trăit scriitorul G. C. Adam”).